# Trahison de l'Ouest

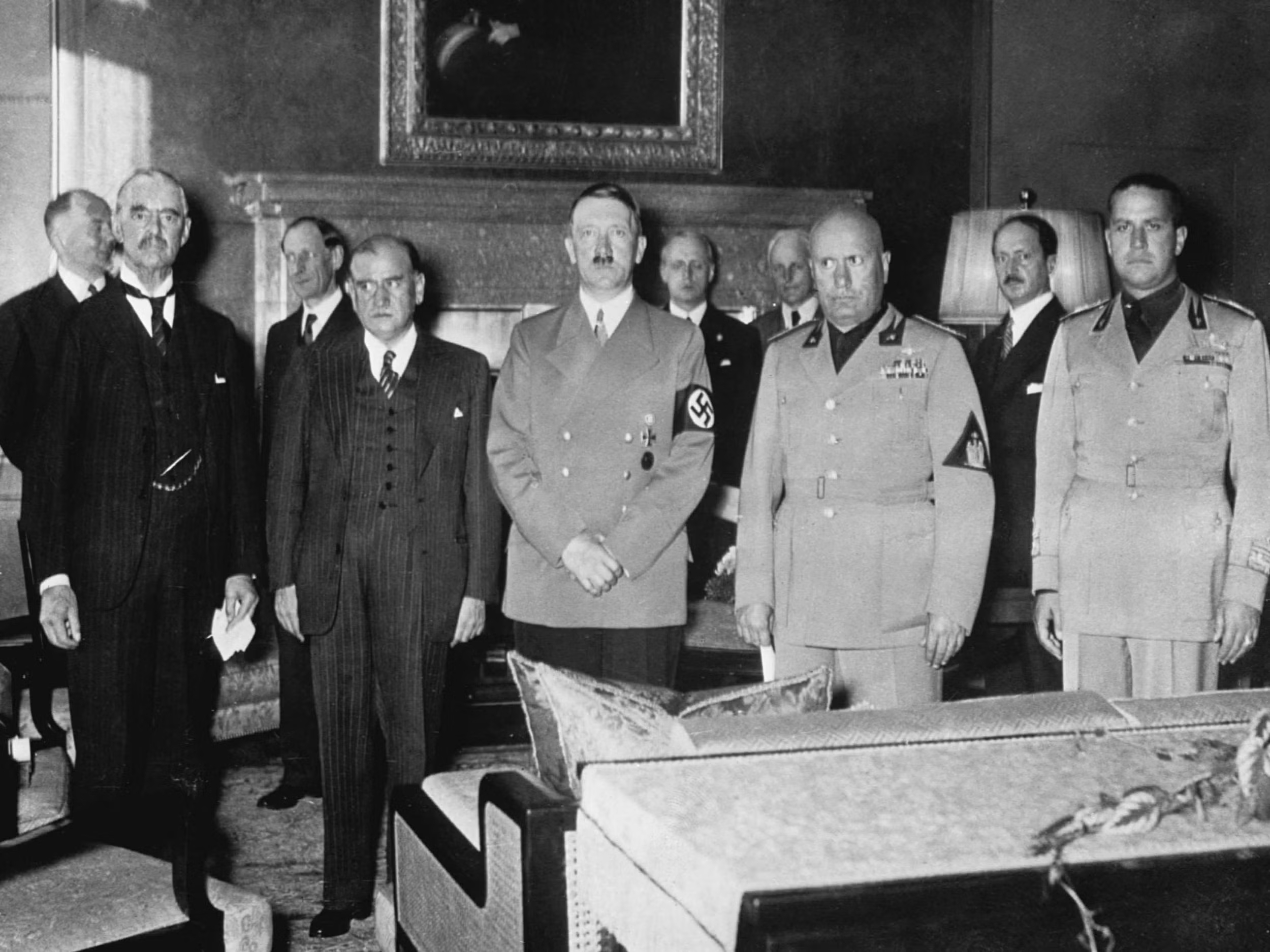
29 septembre 1938 : Neville Chamberlain, Édouard Daladier, Adolf Hitler et Benito Mussolini lors des Accords de Munich.

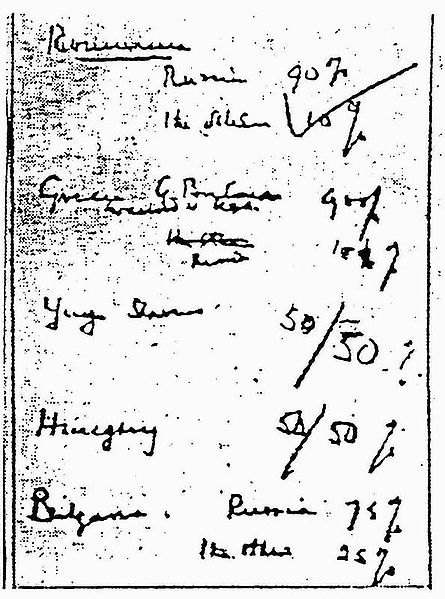
Conservé à la Bildarchiv der Österreichischen Nationalbibliothek de Vienne, le fameux accord des « zones d'influence » contresigné par Churchill et Staline à la Conférence de Moscou le 9 octobre 1944.

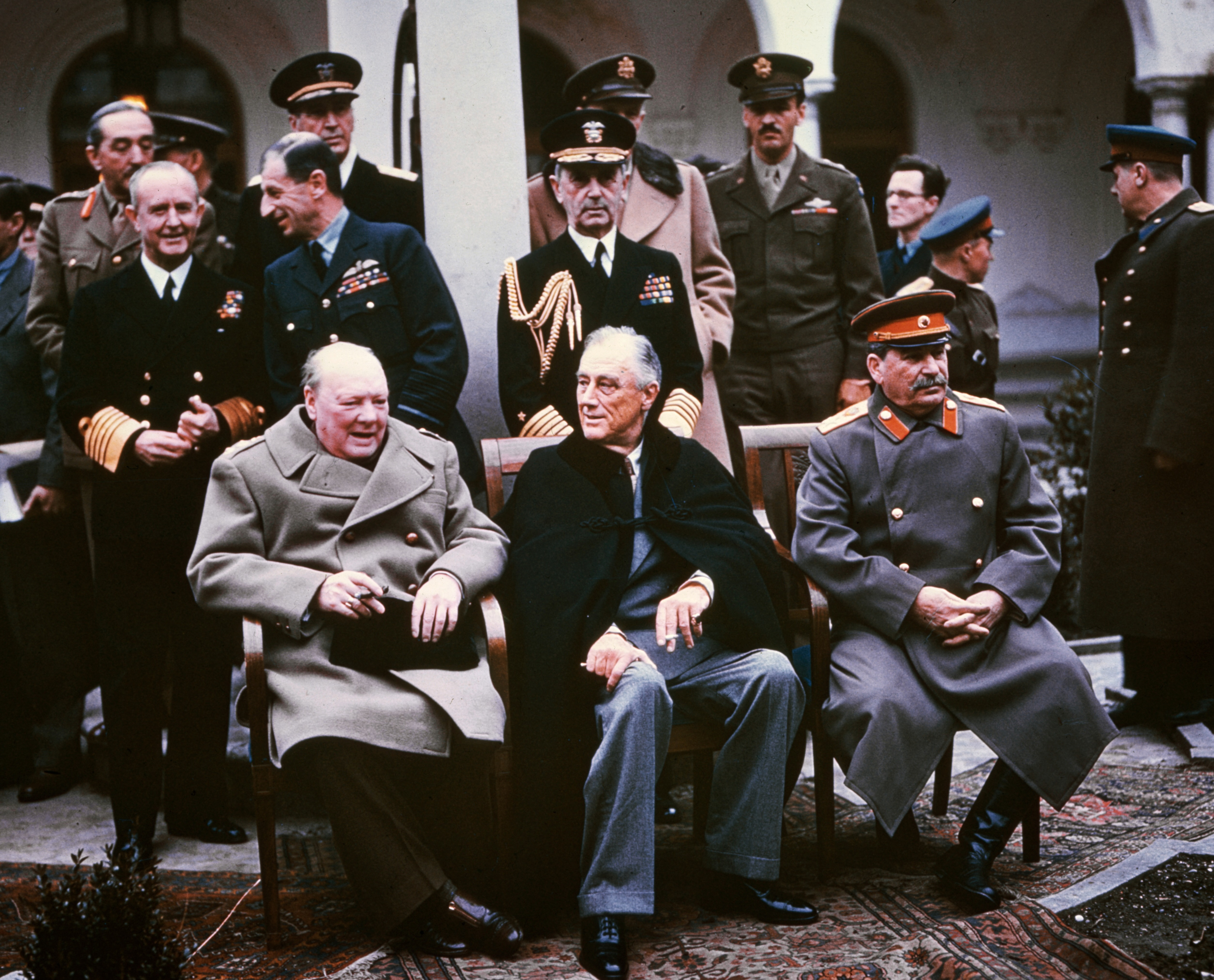
La conférence de Yalta. Les trois hommes assis sont Winston Churchill, Franklin Delano Roosevelt et Joseph Staline.

La notion de trahison de l'Ouest se définit, dans une partie de l’historiographie des pays d'Europe centrale et orientale, de la Grèce, de Chypre et des pays de la Méditerranée orientale, en réaction à l’évolution de la politique étrangère de l'Occident.

## Substrat historique et étapes
Cette perception d’une « trahison », dont les pays d’Europe centrale et orientale et de Méditerranée orientale se ressentent comme « victimes », puise à plusieurs sources :
- Dans les pays de tradition orthodoxe, cette perception remonte à la Quatrième croisade, qui isola et affaiblit gravement l’Empire byzantin face aux Ottomans, et que les lettrés de l'Occident chrétien « justifièrent » a posteriori en mettant la responsabilité de la séparation des Églises d'Orient et d'Occident uniquement sur le christianisme oriental.
- Chez les peuples d’Europe centrale et orientale et de Méditerranée orientale, la perception d’une « trahison » provient du revirement politique de l'Europe de l'Ouest, qui, aux XVIIIe et XIXe siècles, en lien avec le mouvement des « Lumières », a d’abord soutenu leurs mouvements d’émancipation (renaissances culturelles polonaise, tchèque, slovaque, yougoslave, ukrainienne, roumaine, bulgare, grecque, turque…) et promu le « droit des peuples à disposer d'eux-mêmes »[1] mais s’en est ensuite désinterressée, voire s’y est opposée, comme lors du Congrès de Berlin de 1878, quand ces mêmes puissances empêchèrent les états des Balkans de réaliser leurs aspirations. De plus, l’Occident renia en 1918 au Proche-Orient, des promesses (d’ailleurs contradictoires) faites aux Arméniens, aux Kurdes, aux Arabes et aux Juifs (déclaration Balfour). Finalement, l’occident resta inactif face à la persécution et l’extermination des chrétiens d’Anatolie (génocides arménien, grec pontique, assyrien et autres) et conclut en 1923 le traité de Lausanne avec leurs persécuteurs.
- Entre 1936 et 1939, les Alliés de l’Ouest, qui avaient jusqu’alors promu la démocratie et l’auto-détermination pour les peuples d’Europe centrale et orientale, renièrent leurs engagements en laissant Adolf Hitler remilitariser la Rhénanie, annexer l’Autriche et démembrer la Tchécoslovaquie.
- Au début de la Seconde Guerre mondiale, entre 1939 1940, l’Occident resta militairement passif à l’ouest et se contenta d’occuper temporairement la Sarre pendant quel’Allemagne et l’URSS anéantissaient la Pologne à l’est (invasion allemande de la Pologne et invasion soviétique de la Pologne).
- Toujours pendant la Seconde Guerre mondiale, entre 1943 et 1945, les Alliés, malgré les révélations d’agents comme Jan Karski et Erwin Respondek, ne tentèrent ni d’arrêter la machine d’extermination nazie (voies ferrées desservant les camps de la mort) ni de secourir la résistance polonaise durant l’insurrection de Varsovie[2]. Par ailleurs, l’Occident abandonna la résistance loyaliste yougoslave au profit des partisans communistes[3] et tint à l’écart le gouvernement polonais en exil des discussions des Alliés sur la question polonaise en trahissant ainsi l’Armée polonaise de l'ouest[4]. De plus, l’Occident refusa d’accueillir ou de laisser débarquer des réfugiés fuyant la Shoah ou le goulag[5].
- Après la guerre, entre 1945 et 1949, malgré leur supériorité militaire (bombe atomique) les Alliés occidentaux n’exigèrent pas des Soviétiques la démocratie et l’auto-détermination des peuples vivant dans leur zone d’influence mais, par le fameux accord de « partage du monde » du 9 octobre 1944 conclu à Moscou et entériné par la conférence de Yalta[6], laissèrent Joseph Staline imposer des dictatures d’obédience soviétique, qui durèrent autour de 45 ans dans les pays de l’Est. Les Grecs, pour leur part, estiment que cette « trahison de l’Occident » les empêcha au contraire de construire le régime socialiste, souhaité par une majorité selon eux, provoqua la Guerre civile grecque et aboutit ultérieurement à la dictature des colonels et à la partition de Chypre.
- La « Realpolitik » et la « détente » avec les dictateurs autoproclamés communistes issus de la domination stalinienne, sont aussi perçues par les populations victimes de ces tyrannies comme une « trahison », notamment en 1968 lors de l’écrasement du Printemps de Prague et l’étouffement du socialisme à visage humain (« normalisation »).
- Après la chute du Rideau de fer et du Mur de Berlin, dans la période 1991-2007, l’Occident promut en théorie la démocratie, la liberté, la paix, la solidarité internationale et l’état de droit mais en pratique ne soutint pas les dissidents démocrates face aux gouvernants ex-communistes et ne proposa pas de nouveau plan Marshall aux pays livrés à la dictature durant près d’un demi-siècle, mais négocia avec les dirigeants post-communistes issus de la nomenklatura en posant des conditions économiques sévères à l’intégration de ces pays dans l’Union européenne[7], en limitant le droit des personnes à circuler, en prenant parti pour les mouvements centrifuges dans le conflit yougoslave et en procédant à des expulsions de ressortissants de l’Europe centrale et orientale[7].

Cette notion de « trahison de l’Ouest » pourrait se définir par la formule « quand ils n’ont plus eu besoin de nous, ils nous ont abandonnés à la tyrannie ». Il n’en demeure pas moins que cette « trahison » est moins l’effet d’une politique planifiée des Occidentaux que d’une indifférence géopolitique vis-à-vis des pays d’Europe centrale et orientale, considérés comme négligeables, du moins jusqu’à l’attaque en 2022 de la Russie contre l'Ukraine.

## Exemples polonais et yougoslave
Lors des conférences interalliées de Téhéran (28 novembre-9 octobre 1944), de Moscou (le 9 octobre 1944), de Malte (du 30 janvier au 2 février 1945) et de Yalta (du 4 au 11 février 1945), fut décidé le déplacement vers l’ouest des frontières de la Pologne afin que l’URSS puisse garder les territoires polonais obtenus par le pacte germano-soviétique. Le gouvernement polonais en exil à Londres n’en fut ni informé ni consulté. On ne précisa pas les nouvelles frontières de la Pologne, les Britanniques pour éviter les protestations du gouvernement polonais et les Américains pour ne pas choquer les Américains d’origine polonaise. Après la conférence, des fuites révélèrent que Britanniques et Américains avaient consenti à valider les frontières obtenues par Staline au pacte germano-soviétique. Anthony Eden (devant la Chambre des Communes le 15 décembre 1943) et Roosevelt (devant le Congrès le 11 janvier 1944) se livrèrent à des dénégations mensongères. De plus, la frontière orientale de la Pologne fut, comme annoncé, calée non sur la véritable ligne Curzon de 1919, qui laissait Lwow à la Pologne (ligne surnommée par les Soviétiques « ligne Curzon B »), mais sur un tracé nommé « ligne Curzon A » proche du tracé germano-soviétique de 1939 et donnant Lwow à l’URSS.
Plus symboliquement mais non moins douloureusement pour les Polonais, les membres de l’Armée polonaise de l'ouest ne furent pas invités à participer au défilé de la Victoire à Londres le 8 juin 1946. Du point de vue polonais, la Pologne, dont l’aviation avait contribué à sauver la Grande-Bretagne lors de la bataille d'Angleterre, a été traitée comme si elle avait été un ennemi des Alliés, ce qui pèsera sur l’évolution ultérieure du pays, d’autant que durant la dictature communiste et notamment pendant le long combat du syndicat Solidarność contre cette dictature, le seul soutien extérieur clairement affirmé est venu de la papauté, alors assumée par un Polonais, Karol Wojtyla.
En Yougoslavie, concernant les opérations dans les Balkans occupés, Winston Churchill annonça à Staline son intention de soutenir les partisans communistes dirigés par Tito, plutôt que le groupe légitimiste des Tchetniks, dirigés par Draža Mihailović et obéissant au Gouvernement yougoslave en exil à Londres. Churchill avait pris cette décision sur la base de rapports qui concluaient que les partisans infligeraient aux Allemands bien plus de dommages que les Tchetniks,, sans se douter que ces rapports exagéraient largement le nombre des partisans et minimisaient les forces de Mihailović, sauf celles des quelques groupes dissidents qui, en Bosnie-Herzégovine, en Croatie et en Dalmatie collaboraient parfois avec les occupants pour combattre les communistes.
En effet, ces rapports étaient falsifiés par les « Cinq de Cambridge » (un groupe d’agents de renseignement britanniques du SIS travaillant en fait pour le NKVD stalinien). Mihailović et ses hommes, qui avaient déjà payé un lourd tribut à la répression allemande, furent tués ou mis au travail forcé dans les camps du régime yougoslave titiste. Le gouvernement légitime, réfugié à Londres, se trouva abandonné et de nombreux membres n’eurent plus qu’à demander l’asile politique, qui ne leur fut accordé qu’à la condition de leur silence.
Enfin, les orthodoxes ex-yougoslaves eurent le sentiment qu’après 1991, au lieu d’exiger une transition démocratique pacifique, l’Occident encouragea, sous peine de sanctions économiques, la dislocation violente de la Yougoslavie, déclara les Serbes « seuls agresseurs » et préféra livrer des armes aux indépendantistes catholiques (en Slovénie, Croatie et Bosnie-Herzégovine) et musulmans (en Bosnie-Herzégovine et au Kosovo).